# Az-Zarkálí
Az-Zarkálí, též Al-Zarkálí, Ibn Zarkala, Arzachel, Arsechieles, celým jménem Abú Ishák Ibráhím ibn Jahjá an-Nakklás az-Zarkálí (1029 Toledo – 1087 Sevilla) byl arabský muslimský astronom, který působil v Al-Andalus (muslimském Španělsku), konkrétně v Toledu a později v Córdobě. Byl nejvýznamnějším astronomem své doby.
Zdokonalil astroláb (který nazval al-safîha, safihah, latinizovaně též azafea) a v této podobě byl v Evropě užíván až do 16. století. Sestavil též tabulky (zvané Toledské tabulky) pro výpočet polohy Slunce, Měsíce a planet, přičemž vycházel z tabulek Al-Battáního, které opravil pozorováními vlastními i dalších muslimských a židovských astronomů. Tyto tabulky byly přeloženy do latiny Gerardem z Cremony a silně tak ovlivnily počátky středověké křesťanské vědy. Byly v Evropě užívány až do vytvoření Alfonsínských tabulek ve 13. století, které ze Zarkálího díla ale stejně značně vycházely. Pozoruhodně přesné bylo jeho měření rozdílu mezi vzdáleností Slunce v momentě maximální vzdálenosti od Země a maximální blízkosti k Zemi - určil ho na 12 sekund, přičemž současná věda hovoří o 11,8 sekundy. O mnoho též zpřesnil Ptolemaiův výpočet polohy Středozemního moře. Podle některých interpretací určil, že planety (minimálně tedy Merkur, o němž to výslovně uvedl) se pohybují po eliptických drahách. Tento objev je jinak připisován v Evropě až Johannesi Keplerovi v 16. století, který eliptickou dráhu připsal Marsu. Zarkálí sestavil též vodní hodiny, na které se jezdili dívat lidé z celé Andalusie.
Na Měsíci je po něm pojmenován kráter Arzachel.